# Боннірігг
Боннірі́гг (англ. Bonnyrigg) — місто на заході Шотландії, в області Середній Лотіан.
Населення міста становить 14 080 осіб (2006).